# Каср-ель-Абд
Каср-ель-Абд (араб. قصر العبد) — старовинний палац та пам'ятка архітектури елліністичничної епохи в Йорданії. Був збудований в першій чверті II століття до н. е. Сьогодні руїни палацу лежать  в долині Ваді-ес-Сір, приблизно за 17 км на захід від Амману, поблизу села Ірак-ель-Амір.

## Історія

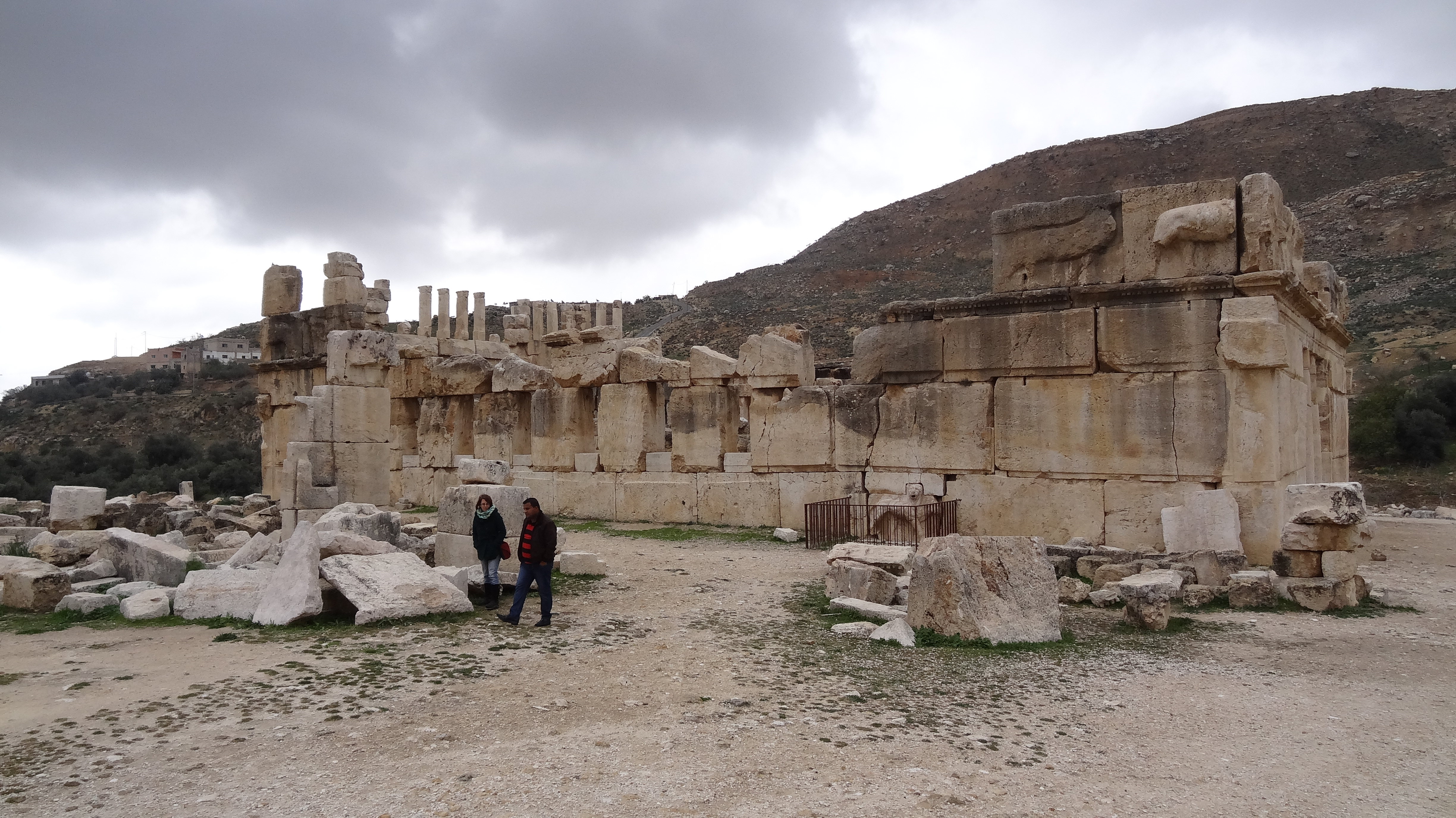
Вид з боку

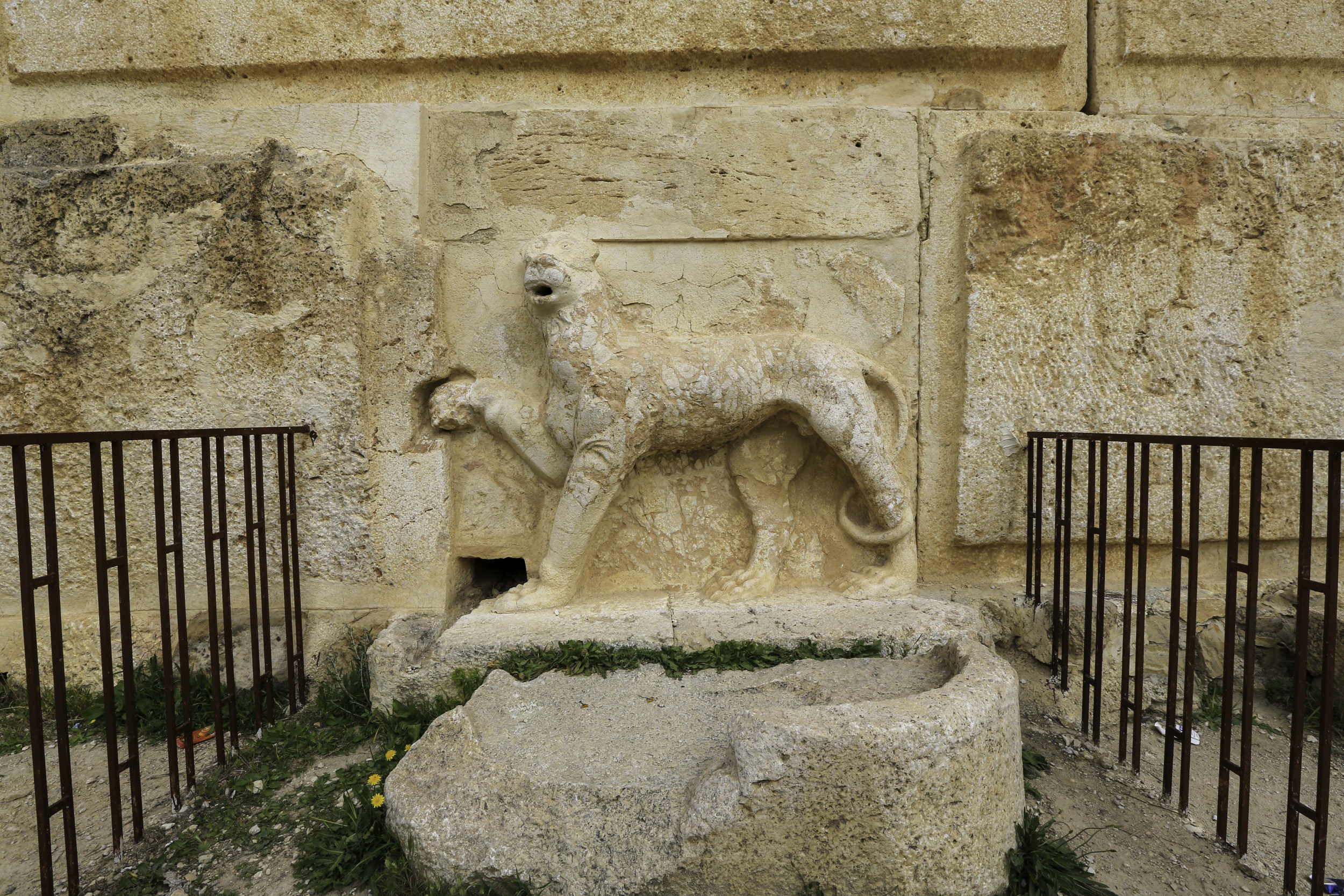
Різьблений лев

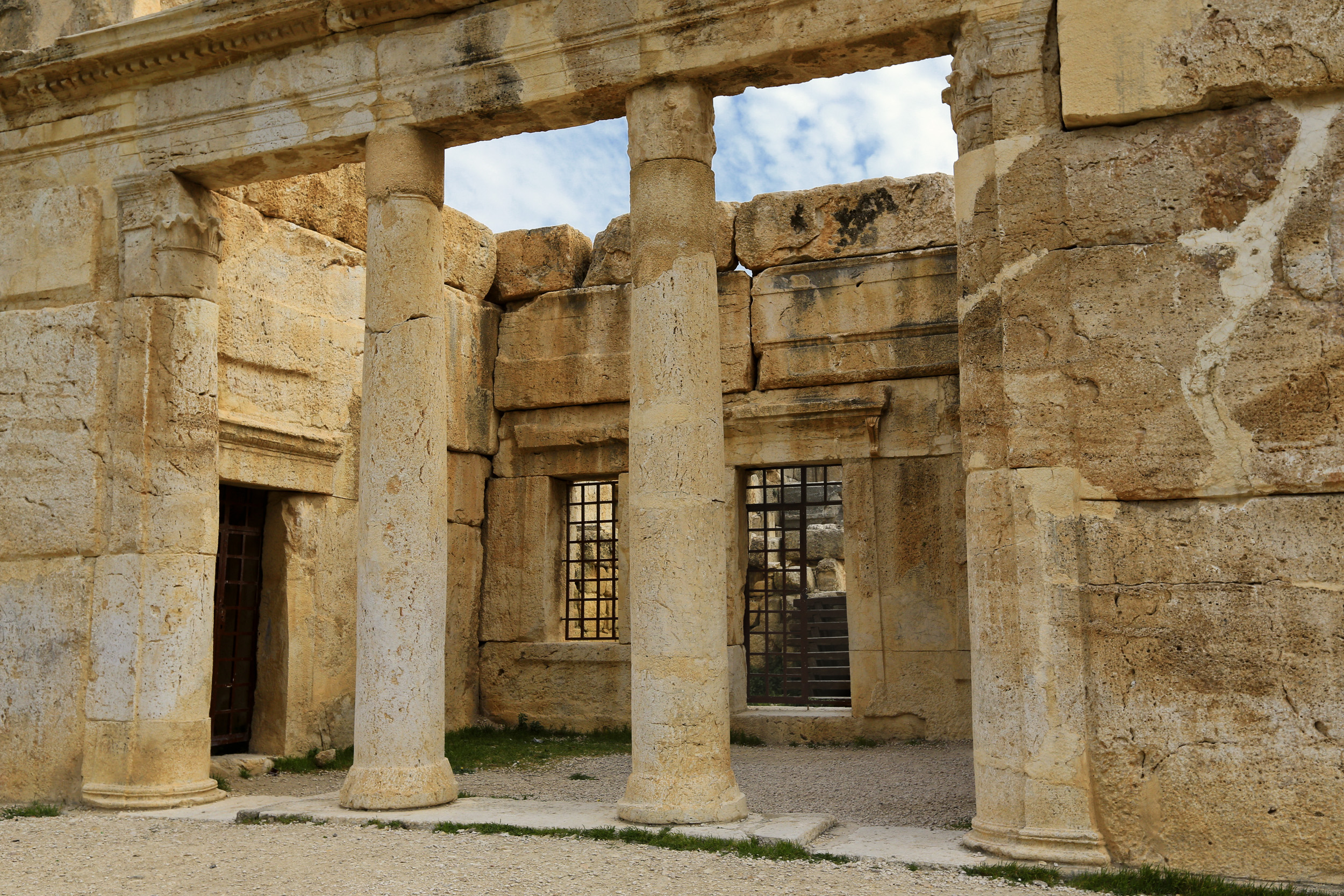
Парадний вхід

Історія спорудження Каср-ель-Абду є достеменно невідомою. Найпоширенішою є думка, що палац був побудований за ініціативою Гіркана, голови родини Тобіадів, що був очільником Аммону. Ця теорія ґрунтується на тому, що єврейське ім'я Тув'я (або Тобіас) було знайдено висіченим арамейським шрифтом у печерах Ірак-ель-Амір, які мають таку ж назву, що і сусіднє село.
Втім за місцевою легендою, Тобіас був простим чоловіком, який закохався в дочку шляхтича. Коли Тобіас попросив руки дівчини, йому було повідомлено, що він може одружитися з нею лише за умови спорудження ним так званого «замку раба». Однак після зведення замку Тобіас був убитий шляхтичем, оскільки той не бажав, щоб його дочка вийшла заміж за простолюдина.
Відомо, що спочатку споруда була оточена великою канавою, що змусило видатного єврейського історика І ст. Йосипа Флавія припустити, що це був рів, а споруда служила фортецею. Однак нещодавно було висловлено припущення, що ця споруда споконвічно функціонувала як заміський палац. Також висловлюється теорія, що це місце мало бути мавзолеєм родини Тобіадів. Втім будівля так і не була завершена.
Назва Каср-ель-Абд дослівно перекладається з арабської як «замок раба (слуги)». Ця назва може стосуватися самого Гіркана, який, будучи губернатором, був «слугою короля». За словами Йосипа Флавія, Гіркан залишив Єрусалим, програвши боротьбу за владу, і тому переніс свою резиденцію на схід від Йордану, ймовірно, на землі прабатьків династії Тобіадів. Тоді ця територія була прикордонною зоною між Юдеєю та Аравією, і Йосип Флавій згадує, що Гіркан постійно стикався з арабами, вбиваючи та захоплюючи багатьох з них. Він забрав своє життя в 175 р. до н. е., після приходу до влади в Сирії відверто антиєврейського селевкідського царя Антіоха Епіфана, побоюючись помсти останнього за підтримку єгипетських Птолемеїв у боротьбі проти сирійських Селевкідів. 
Будівля залишилася недобудованою на момент його смерті, на що вказує кілька неповних різьблень та колон, проте була захоплена Антіохом Епіфаном. Йосип Флавій згадує про «вирізаних на ньому звірів величезних розмірів» («Античності євреїв», книга XII, 230), а різьблені тигри чи леви чудово збереглися на залишках, помітних сьогодні. 
Палац суттєво постраждав від сильного землетрусу, який стався в цій місцевості в 362 році. 
Будівля зберегла свої оригінальні приміщення завдяки тому, що у візантійський період використовувалась як церква.

## Архітектура
Різноманітно прикрашена двоповерхова кам'яна споруда розмірами близько 40 метрів на 20 метрів і висотою 13 метрів є рідкісним прикладом елліністичної архітектури в Йорданії. У І столітті нашої ери Йосиф Флавій описав її як «міцну фортецю, що була повністю побудована з білого мармуру до самого даху, з вирізаними звірами величезних розмірів; і він обгорнув її широким і глибоким ровом». Замок побудований з одних із  найбільших будівельних блоків на Близькому Сході. Однак оскільки ці блоки були не більше 40 см завширшки, будівля була вразливою до землетрусу, який зрештою зруйнував її. 
Під час археологічних досліджень було встановлено, що Каср-ель-Абд колись стояв на території великого маєтку, що був оточений стіною, та включав парк з деревами та чагарниками. На місці розкопок було знайдено великий кам'яний прес для чавлення маслин, що може свідчити про те, що у маєтку здійснювалося сільськогосподарське виробництво. Зараз значна частина цього маєтку знаходиться під селом Ірак-ель-Амір. 

## Реставрація
Руїни Каср-ель-Абду були частково відновлені завдяки зусиллям французької команди під керівництвом Ернеста Вілля та архітектора Франсуа Ларше у співпраці з Фаузі Заядіном з Йорданської археологічної служби. У 1979–1985 роках командою були зроблені детальні зображення впалих блоків, завдяки чому була здійснена подальша реконструкція палацу.